# Elecciones al Congreso de los Diputados de abril de 2019 (Valladolid)
Las elecciones al Congreso de los Diputados de 2019 se celebraron en la provincia de Valladolid el domingo 28 de abril, como parte de las elecciones generales convocadas por Real Decreto dispuesto el 4 de marzo de 2019 y publicado en el Boletín Oficial del Estado el día siguiente. Se eligieron los 5 diputados del Congreso correspondientes a la circunscripción electoral de Valladolid, mediante un sistema proporcional (método d'Hondt) con listas cerradas y un umbral electoral del 3%.

## Resultados
Los comicios depararon 2 escaños al Partido Socialista Obrero Español y 1 a Ciudadanos al Partido Popular y a Vox.
| Candidatura                                                                  | Candidatura                                                                  | Votos   | %                                       | Escaños                                 |
| ---------------------------------------------------------------------------- | ---------------------------------------------------------------------------- | ------- | --------------------------------------- | --------------------------------------- |
|                                                                              | Partido Socialista Obrero Español (PSOE)                                     | 96 808  | 28,89                                   | 2                                       |
|                                                                              | Partido Popular (PP)                                                         | 78 218  | 23,34                                   | 1                                       |
|                                                                              | Ciudadanos-Partido de la Ciudadanía (Cs)                                     | 67 461  | 20,13                                   | 1                                       |
|                                                                              | Vox (Vox)                                                                    | 45 794  | 13,67                                   | 1                                       |
| Unidas Podemos (Podemos-IU-Equo)                                             | Unidas Podemos (Podemos-IU-Equo)                                             | 38 993  | 11,64                                   | 0                                       |
| Partido Animalista Contra el Maltrato Animal (PACMA)                         | Partido Animalista Contra el Maltrato Animal (PACMA)                         | 2675    | 0,80                                    | 0                                       |
| Recortes Cero-Grupo Verde-Partido Castellano-Tierra Comunera (R0-GV-PCAS-TC) | Recortes Cero-Grupo Verde-Partido Castellano-Tierra Comunera (R0-GV-PCAS-TC) | 541     | 0,16                                    | 0                                       |
| Unión Regionalista (UR)                                                      | Unión Regionalista (UR)                                                      | 483     | 0,14                                    | 0                                       |
| Por un Mundo más Justo (PUM+J)                                               | Por un Mundo más Justo (PUM+J)                                               | 469     | 0,14                                    | 0                                       |
| Partido Comunista de los Pueblos de España (PCPE)                            | Partido Comunista de los Pueblos de España (PCPE)                            | 312     | 0,09                                    | 0                                       |
| Partido Comunista de los Trabajadores de España (PCTE)                       | Partido Comunista de los Trabajadores de España (PCTE)                       | 489     | 0,09                                    | 0                                       |
| Falange Española de las JONS (FE de las JONS)                                | Falange Española de las JONS (FE de las JONS)                                | 253     | 0,05                                    | 0                                       |
| Votos válidos                                                                | Votos válidos                                                                | 332 265 | 100,00                                  | 5                                       |
| Votos nulos                                                                  | Votos nulos                                                                  | 3724    | Participación: · \| \| 80,87 % \| 5,31% | Participación: · \| \| 80,87 % \| 5,31% |
| Votantes                                                                     | Votantes                                                                     | 338 780 | Participación: · \| \| 80,87 % \| 5,31% | Participación: · \| \| 80,87 % \| 5,31% |
| Electores                                                                    | Electores                                                                    | 418 928 | Participación: · \| \| 80,87 % \| 5,31% | Participación: · \| \| 80,87 % \| 5,31% |
|                                                                              | 80,87 %                                                                      |         |                                         |                                         |

## Diputados electos
Relación de diputados electos:
| N.º | Nombre                        | Lista | Lista |
| --- | ----------------------------- | ----- | ----- |
| 1   | José Javier Izquierdo Roncero |       | PSOE  |
| 2   | Isabel García Tejerina        |       | PP    |
| 3   | Soraya Mayo Alonso            |       | Cs    |
| 4   | Helena Caballero Gutiérrez    |       | PSOE  |
| 5   | Pablo Sáez Alonso-Muñumer     |       | Vox   |